# Otmar von Verschuer
Otmar Reinhold Ralph Ernst Freiherr von Verschuer ([veɐˈʃyə]; * 16. Juli 1896 in Richelsdorfer Hütte; † 8. August 1969 in Münster in Westfalen) war ein deutscher Mediziner, Humangenetiker, Rassenforscher und Zwillingsforscher sowie Eugeniker.
Otmar von Verschuer und seine Schüler begründeten ab 1927 methodisch-systematisch den Ausbau der Zwillingsforschung als Methode der Humangenetik. Von Verschuer war einer der führenden Rassenbiologen bzw. sogenannter Rassenhygieniker in der Zeit des Nationalsozialismus, ab 1927 Direktor des Kaiser-Wilhelm-Instituts für Anthropologie, menschliche Erblehre und Eugenik und ab 1951 Inhaber des ersten bundesdeutschen Lehrstuhls für Humangenetik. Er war Herausgeber der Zeitschrift Der Erbarzt. Einer seiner Doktoranden war Josef Mengele.

## Leben

### Elternhaus, Schule, Aufnahme des Studiums
Otmar von Verschuer war Kind des Grubenunternehmers und Kaufmanns Hans von Verschuer sowie seiner Frau Charlotte, geboren von Arnold. Nach 1873 hatte Hans von Verschuer mit einem Geschäftspartner die Richelsdorfer Hütte in Wildeck erworben, 1913 wurde sie verkauft. Nach dem Besuch der Bürgerschule in Wolfach bis 1909 und der Oberrealschule in Karlsruhe (heute Helmholtz-Gymnasium Karlsruhe) legte er dort 1914 sein Abitur ab. In der Schulzeit hatte er ein Interesse an „exakten Naturwissenschaften“ entwickelt. Er schrieb sich für das Wintersemester 1914/15 im Fach Rechtswissenschaften an der Rheinischen Friedrich-Wilhelms-Universität Bonn ein. Die Mitgliedschaft im Wandervogel, die adlige Herkunft und die Lektüre der Schriften von Arthur de Gobineaus und Houston Stewart Chamberlains führten ihn zu Fragen der Vererbungs- und Rassenlehre.

### Erster Weltkrieg
Verschuer trat im August 1914 als Fahnenjunker in das Füsilier-Regiment 80 ein, in dem sein Vater Offizier gewesen war. Im Laufe des Krieges diente er an der West- und Ostfront, wurde dreimal verwundet und mit dem Eisernen Kreuz II. und I. Klasse sowie dem Orden vom Zähringer Löwen und dem Verwundetenabzeichen in Silber ausgezeichnet. Bei Kriegsende war Verschuer Oberleutnant. Weihnachten 1918 kehrte er zu seiner Familie zurück.

### Weimarer Republik
Ab 1919 studierte Verschuer Medizin an der Philipps-Universität Marburg. Er war im dortigen VDSt korporiert. Er organisierte sich außerdem im Studentenkorps Marburg (StuKoMa) von Bogislav von Selchow. Als rechte Hand und erster Adjutant von Selchow führte Verschuer im März 1920 im Rahmen des Kapp-Putsches das Bataillon des StuKoMa zu einem Einsatz vor Ort in Thüringen.
In Mechterstädt wurden aus einer Liste von 40 Verdächtigen am Morgen des 25. März 1920 fünfzehn Personen – darunter vier Gemeinderäte – durch das Studentenkorps ausgewählt und verhaftet. Ihnen wurde vorgeworfen, sie seien „rote“ Aufständische gegen die nach dem Kapp-Putsch sukzessiv wiederhergestellte staatliche Ordnung. Die 15 Verhafteten wurden angeblich bei einem Fluchtversuch erschossen. Diese Ereignisse gingen als Morde von Mechterstädt in die Geschichte ein. Aufgrund der damaligen öffentlichen Empörung über die Morde wurden die unmittelbar tatbeteiligten Studenten wegen Mordes angeklagt und vor Militärgerichte gestellt. Zwei unterschiedliche Hauptverfahren endeten jeweils mit einem Freispruch.
In Marburg wurde für Verschuer „der Boden unter den Füßen zu heiß“, so dass er gemeinsam mit seinem Freund Karl Diehl an die Universität Hamburg wechselte und von dort aus nach München, wo er sein Studium beendete. Hier wurde er Mitglied beim Verein Deutscher Studenten München. Im Wintersemester 1921/1922 war er Gast an der Universität Freiburg, wo er seinen zukünftigen Mentor Eugen Fischer kennenlernte. Verschuer wurde 1923 in München zum Dr. med. promoviert.
1923 begann Verschuer an der medizinischen Poliklinik der Universität Tübingen als Assistent von Wilhelm Weitz, der ihm sein Spezialgebiet nahebrachte, die erbbiologische Forschung mit Zwillingen. Er habilitierte sich Anfang 1927 in Tübingen für Vererbungslehre mit der Schrift Die vererbungsbiologische Zwillingsforschung und wirkte dort als Privatdozent. Anfang Oktober 1927 ging er an das mit Eugen Fischer als Direktor neugegründete Kaiser-Wilhelm-Institut für Anthropologie, menschliche Erblehre und Eugenik (KWI) in Berlin-Dahlem, wo er unter Fischer als Leiter der Abteilung für menschliche Erblehre tätig wurde. 1929/30 hielt er zusammen mit den beiden weiteren Abteilungsleitern des KWI für Anthropologie: Fischer (Anthropologie) und Hermann Muckermann (Eugenik) mehr als 200 Vorträge über Rassenhygiene.
Im Jahr 1928 publizierte er, laut eigenen Angaben auf Aufforderung der Zeitschrift für Nationalwirtschaft, zu deren Mitherausgebern Erich Jung, Friedrich Lent oder Max Wundt gehörten, einen Artikel über die Beziehung zwischen Sozialpolitik und Rassenhygiene, aufbauend auf Ideen des österreichischen Rechtsextremisten Othmar Spann.

### Zeit des Nationalsozialismus
Bereits 1931 behauptete Verschuer, dass die „Bedeutung der erblichen Veranlagung für die Entstehung des Verbrechertums […] an kriminellen Zwillingen in einwandfreier Weise bewiesen worden“ sei und berief sich dabei auf Studien des Psychiaters Johannes Lange. Mit seinem Freund Diehl erbrachte er ab 1931 vermeintliche Belege für die Erblichkeit der Tuberkulose, was zur Sterilisierung zahlreicher Menschen führte. An der Universität Berlin wurde Verschuer 1933 nebenamtlicher außerordentlicher Professor für Anthropologie, menschliche Erblehre und Eugenik. Im Juni 1933 wurde die Deutsche Gesellschaft für Rassenhygiene verstaatlicht, Verschuer wie auch die andern Vorstandsmitglieder aus dem KWI in Berlin mussten zurücktreten und wurden durch Ernst Rüdin als von Wilhelm Frick ernannten Reichskommissar der Gesellschaft ersetzt. Im Mai 1933 wurde ein „Sachverständigenbeirat für Bevölkerungs- und Rassenpolitik beim Reichsinnenminister“ gegründet, dessen Aufgabe auch der Entwurf eines Sterilisationsgesetzes war. Für die Durchführung des daraus resultierenden Gesetzes zur Verhütung erbkranken Nachwuchses vom 14. Juli 1933 wurde neben Fischer und Fritz Lenz auch Verschuer aufgefordert, seinen Sachverstand beizutragen. Die Wissenssoziologen Kurt Bayertz, Jürgen Kroll und Peter Weingart beschreiben die neue Situation so: Die Machtergreifung bot die Verheißung der Professionalisierung der Rassenhygiene zum Preis der Abhängigkeit von politischer Kontrolle, was angesichts der ideologischen Affinität kein hoher Preis war. Im August 1933 war von Verschuer einer der Referenten bei den von Karl Astel durchgeführten Schulungen in der Staatsschule für Führertum und Politik in Egendorf bei Blankenburg. 1936 wurde er Richter am Erbgesundheitsgericht Charlottenburg.
Ab 1934 erschien, bis 1939 als Beilage zum Deutschen Ärzteblatt, seine Zeitschrift Der Erbarzt. Darin wurden „Ergebnisse der Erbforschung“ an die frei praktizierende deutsche Ärzteschaft vermittelt. Im Mai 1939 hatte Verschuer auf der Hauptversammlung der Kaiser-Wilhelm-Gesellschaft in Breslau verkündet „Ein neuer Arzttyp hat sich herausgebildet, der Erbarzt“.

#### Professur in Frankfurt (1935–1942)
1935 wechselte Verschuer vom KWI an das neugegründete und von ihm geleitete Universitäts-Institut für Erbbiologie und Rassenhygiene Frankfurt am Main, was ihn zu folgendem Beitrag in seiner Zeitschrift Der Erbarzt, deren Schriftwalter er war, veranlasste: Er huldige dem „Führer des Deutschen Reiches“, der als erster Staatsmann „die Erkenntnisse der Erbbiologie und Rassenhygiene zu einem leitenden Prinzip der Staatsführung“ gemacht habe. Verschuers Abteilung für „Menschliche Erblehre“ am KWI wurde nach seinem Weggang aufgelöst, in Teilen von Fischer und Fritz Lenz übernommen, er zum externen Mitglied ernannt. Verschuer wirkte mit bei der von Günther Just und Karl Heinrich Bauer ab 1935 herausgegebenen Zeitschrift für menschliche Vererbungs- und Konstitutionslehre.
Im Jahr 1936 wurde Verschuer zum Professor an der Universität Frankfurt am Main ernannt.
Von 1936 bis 1938 war Gerhart Stein, ein in der SA aktiver Student, einer von Verschuers Doktoranden. Er promovierte über Roma, die er vor allem im Zwangslager für „Zigeuner“ in Berlin-Marzahn untersuchte. Noch vor Abgabe der Arbeit arbeitete Stein für die Rassenhygienische Forschungsstelle. Josef Mengele, der seit Januar 1937 zu Verschuers Institut gehörte, wurde 1938 mit Sippenuntersuchungen bei der Lippen-Kiefer-Gaumenspalte promoviert. Er versuchte, deren Erblichkeit statistisch nachzuweisen.
Bereits 1936 gehörte Verschuer als Fachmann für Biologie dem Beirat der Forschungsabteilung Judenfrage des Reichsinstituts für Geschichte des Neuen Deutschlands an, ab 1938 gehörte er zu dessen Sachverständigenbeirat und erstattete Abstammungsgutachten. Auf der Zweiten Arbeitstagung der Forschungsabteilung des Reichsinstitutes für Geschichte des neuen Deutschlands äußert er 1937 „Einen fremden Rasseneinschlag der Juden lehnen wir […] in gleicher Weise ab wie Mischehen mit Negern und Zigeunern, aber auch mit Mongolen und Südseeinsulanern“. Wie der von ihm verehrte Fischer bediente er als Gutachter und Beisitzer die Sterilisationsgerichte und entschied als Experte der Reichsstelle für Sippenforschungen (ab 1940 Reichssippenamt genannt) über die Rassenzugehörigkeit und von Menschen und damit über deren Zwangssterilisierung.
In einer Festrede in der Frankfurter Universität über Rassenhygiene als Wissenschaft und Staatsaufgabe am Tag der nationalen Erhebung sagte der nationalsozialistische Erbpfleger Verschuer am 30. Januar 1936:

„Der Staat Adolf Hitlers, der zum ersten Mal die Erb- und Rassenpflege wirksam zur Durchführung gebracht hat, ist also gleichzeitig ein Staat, der die Erziehung des Volkes wie kein anderer Staat stark in die Hand genommen hat“

Als Herausgeber der Zeitschrift Der Erbarzt schrieb er im Januar 1940 im Leitartikel:

„Die mit uns geführten vereinten Völker erkennen mehr und mehr, daß die Judenfrage eine Rassenfrage ist, und daß sie deshalb eine Lösung finden muß, wie sie von uns zunächst für Deutschland eingeleitet wurde.“

1940 trat Verschuer der NSDAP bei und wurde Mitherausgeber und Mitautor der auf drei Bände angelegten Neuauflage des Lehrbuchs Menschliche Erblehre und Rassenhygiene, des sogenannten Baur/Fischer/Lenz, von der 1940 allerdings nur Band I, 2. Hälfte, Erbpathologie, erschien. In einem Leitfaden vertrat Verschuer die Meinung, dass durch „die bisherigen Maßnahmen des Strafvollzugs […] eine Ausmerze von Anlagen für Kriminaliät nicht erreicht“ worden sei. „Weitergehende rassenhygienische Maßnahmen“ hielt er deshalb für erforderlich. Verschuer war als Nachfolger von Eugen Fischer von Oktober 1942 bis 1948 Direktor des Kaiser-Wilhelm-Instituts für Anthropologie, menschliche Erblehre und Eugenik, außerdem Fachmann für Biologie der Forschungsabteilung Judenfrage des Amtes Rosenberg. Verschuer befürwortete eine „Kartei der Gemeinschaftsunfähigen […] damit die Asoziolität mit allen zur Verfügung stehenden Mitteln bekämpft“ werden könne. 1941 war er geladener Gast bei der Eröffnung von Alfred Rosenbergs Institut zur Erforschung der Judenfrage, das als erste Einrichtung einer geplanten Hohen Schule der NSDAP in Frankfurt am Main entstand. Ende 1942 wurde Verschuer in den Beirat der neu gegründeten Gesellschaft für Konstitutionsforschung berufen. 1943 wurde Verschuer Honorarprofessor in Berlin, wo er 1944 in den wissenschaftlichen Beirat des Generalkommissars für das Sanitäts- und Gesundheitswesen Karl Brandt aufgenommen wurde.
Im September 1939 wurden von Verschuers sechs Frankfurter Assistenten vier (Heinrich Schade, Hans Grebe, Kahler und Fromme) einberufen, Mengele wurde im August 1940 SS-Unterscharführer bei der Einwanderungszentrale in Lodz. Es verblieb nur noch seine Assistentin Eleonore Liebenam. Grebe habilitierte sich im Juni 1942 bei von Verschuer.

#### Als Nachfolger von Fischer KWI-Direktor (ab 1942)

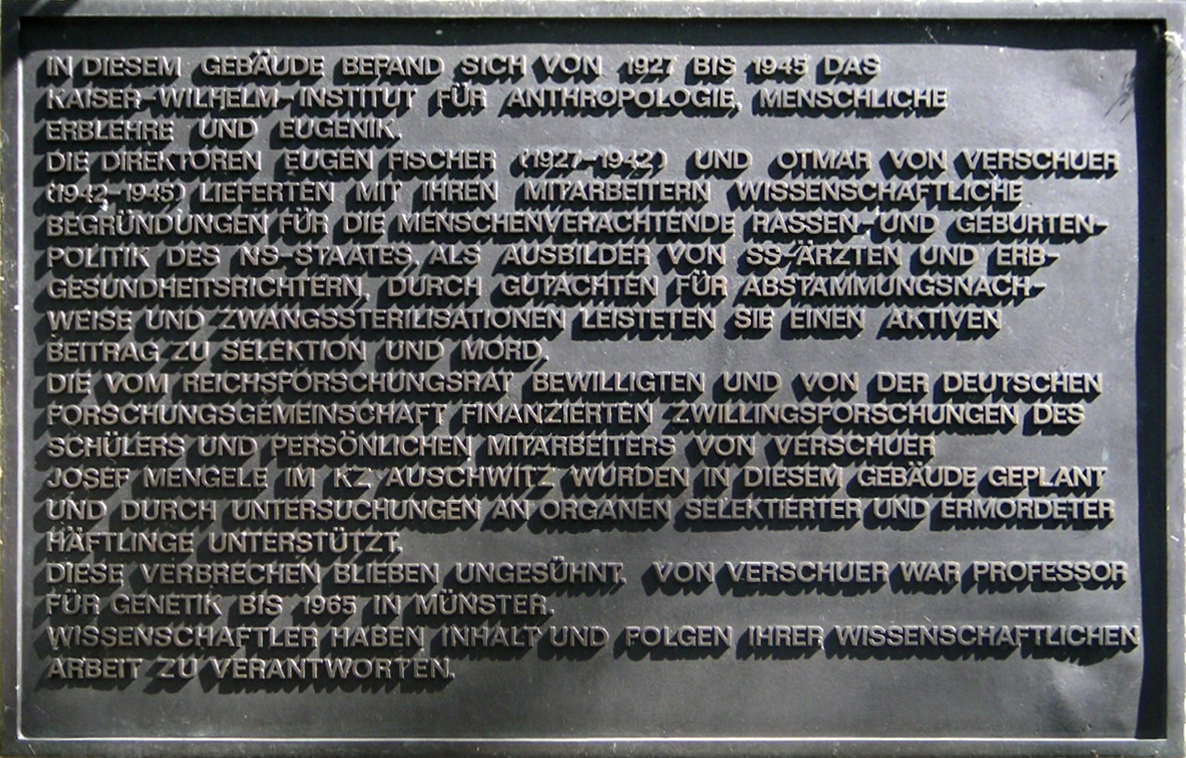
Gedenktafel am Gebäude des ehemaligen Kaiser-Wilhelm-Institut für Anthropologie- menschliche Erblehre und Eugenik, Verschuer wird als Täter benannt

Mit Geldern der DFG setzte Verschuer, der Lieblingsschüler von Fischer, am 1. Oktober 1942 in Berlin auch Forschungsprojekte fort, die er in Frankfurt begonnen hatte. Er nutzte dabei das Ansehen des KWI und die Unterstützung durch den Reichsgesundheitsführer Leonardo Conti und Hitlers Begleitarzt Karl Brandt.
In seiner Berliner Zeit nutzte Verschuer über Mitarbeiter und ehemalige Institutsmitarbeiter direkt bzw. indirekt die Möglichkeiten des KZ Auschwitz für medizinische bzw. genetische Forschung. In seiner Untersuchung Spezifische Eiweißkörper wurde die Blutreaktion auf Infektionskrankheiten erforscht. Mengele infizierte im KZ Auschwitz-Birkenau zu diesem Zweck Menschen „verschiedener geographischer Herkunft“ mit Krankheitserregern und sandte die Proben an Verschuer nach Berlin. Diese Forschung wurde von der Deutschen Forschungsgemeinschaft finanziert, der Verschuer offen über den Ort der Forschung, das KZ Auschwitz, berichtete. So schrieb er 1944: „Als Mitarbeiter in diesem Forschungszweig ist mein Assistent Dr. med. et Dr. phil. Mengele eingetreten. Er ist als Hauptsturmführer und Lagerarzt im Konzentrationslager Auschwitz eingesetzt. Mit Genehmigung des Reichsführers SS werden anthropologische Untersuchungen an den verschiedensten Rassengruppen dieses Konzentrationslagers durchgeführt“.
Auch Verschuers wissenschaftliche Mitarbeiterin Karin Magnussen kooperierte mit Mengele. Für ihre ebenfalls von der Kaiser-Wilhelm-Gesellschaft (KWG) geförderte Forschung zur Iris-Heterochromie erhielt sie von Mengele die Augen ermordeter Auschwitz-Häftlinge. Im Januar 1945 wurde Verschuer zum Vorsitzenden der Berliner Gesellschaft für Anthropologie, Ethnologie und Urgeschichte gewählt, konnte sein Amt jedoch nicht mehr antreten.
Im Februar 1945 wurde das KWI mitsamt Materialien, etwa der Ausrüstung und den Augenpräparaten von Magnussen, nach Westdeutschland verlegt, zunächst nach Solz bei Bebra in Hessen, später nach Frankfurt am Main. Von Verschuer hatte am 15. Februar 1945 Berlin verlassen und war nach Solz gezogen, Magnussen verließ im April das zerstörte Berlin und wurde am 20. September von Verschuer gekündigt und erhielt ihre Kiste mit Augen aus dem Verschuer-Bestand, bevor sie im November 1948 Mitarbeiterin am Tuberkulose-Forschungsinstitut Borstel wurde.

### Nachkriegszeit und Rehabilitierung
Im November 1946 wurde von Verschuer von einer Spruchkammer in Frankfurt am Main im Rahmen der Entnazifizierung als „Mitläufer“ eingestuft und zu einer Buße von 600 RM verurteilt. Robert Havemann, kommissarischer Leiter der Kaiser-Wilhelm-Gesellschaft, protestierte gegen diesen Vorgang, da er von Verschuer nicht als Mitläufer, sondern als einen der „gefährlichsten Naziaktivisten des Dritten Reichs“ ansah. Von Verschuer war mit der Einstufung sofort einverstanden.
In einer eidesstattlichen Erklärung an Otto Hahn, den von der britischen Militärregierung anerkannten Präsidenten der KWG, schrieb Verschuer am 10. Mai 1946 über Josef Mengele:

„Ein Assistent meines früheren Frankfurter Instituts, Dr. M. … wurde gegen seinen Willen als Arzt an das Lazarett des Konzentrationslagers Auschwitz kommandiert; alle, die ihn kannten, bekamen zu erfahren, wie unglücklich er darüber war und wie er unermüdlich Versuche unternahm, ein ablösendes Kommando zur Front zu erreichen, leider vergeblich. Von seiner Arbeit ist uns nur bekannt geworden, daß er sich bemüht hat, den Kranken ein Arzt und Helfer zu sein.“

Wichtige Helfer bei der Rehabilitierung, die 1951 in seiner Münsteraner Professur endete, fand er in der evangelischen Kirche. Er hatte sich 1935 der Kirchengemeinde des Frankfurter Pfarrers Otto Fricke (1902–1954) angeschlossen, der schon 1934 der Bekennenden Kirche angehörte, einer christlichen Oppositionsbewegung zur Zeit des Nationalsozialismus. Fricke wurde zum Leiter des Evangelischen Hilfswerks in Hessen-Nassau und baute gemeinsam mit Karl Diehl im April 1947 einen Kontakt zu Eugen Gerstenmaier, dem Leiter des Evangelischen Hilfswerks in Deutschland, auf. Gerstenmaier konnte jedoch nur Diehl zu einer Stellung verhelfen. Dieser wurde 1948 Chefarzt der Tuberkuloseheil- und Forschungsstätte Paulinenberg, dem späteren Otto-Fricke-Krankenhaus in Bad Schwalbach im Taunus. Beim Treffen einer Kommission des Gesundheitsausschusses des Länderrats der Westzone, der beschlossen hat, neue Richtlinien zur Sterilisierung aufzustellen, legte Verschuer, als von Hessen benannter Berater, einen Gesetzentwurf vor, der die Sterilisierung Erbkranker auf Antrag des Vormunds erlaubt. Nach Protesten wurde Verschuer durch Werner Villinger ersetzt. Im September 1949 verfasste Adolf Butenandt mit anderen Professoren eine „Denkschrift betreffend Herrn Prof. Dr. med. Otmar Frhr. v. Verschuer“. Sie bildete die Basis für Verschuers Rehabilitierung und seine Berufung nach Münster. Butenandts Mitwisserschaft an der Verbindung Verschuer-Mengele wird von Benno Müller-Hill als wahrscheinlich angenommen.
Von Verschuer gehörte 1949 zu den Gründern der Mainzer Akademie der Wissenschaften. Ab 1. April 1951 war er Professor für Humangenetik und erster Lehrstuhlinhaber des neu gegründeten, teilweise von Bonn finanzierten, Instituts für Humangenetik an der Universität Münster, zeitweise auch Dekan der Medizinischen Fakultät. Erster Assistent wurde Eugen Fischers letzter Doktorand Kurt Gerhardt (ehemals Mitglied von SA und NSDAP), Zweiter Bernhard Duis (ab 1942 kommissarischer Leiter des Rassenbiologischen Instituts in Königsberg). Als Diätendozent kam 1952 Heinrich Schade und als Privatdozent 1954 Gerhard Koch, der bereits im Sommer 1943 bei von Verschuer tätig war, hinzu. 1965 wurde von Verschuer emeritiert. Im selben Jahr schrieb er: „Von der nationalsozialistischen Ideologie war ich – schon als Glied der bekennenden Kirche – durch einen breiten Graben getrennt“. Sein Nachfolger wurde ein Sohn des Eugenikers Fritz Lenz: Widukind Lenz.
Neben seiner Lehrtätigkeit war Verschuer seit 1952 Vorsitzender der Deutschen Gesellschaft für Anthropologie.
Im Jahr 1961 gehörte er zu den Gründern von The Mankind Quarterly von der International Association for the Advancement of Ethnology and Eugenics, Edinburgh. Im selben Jahr war er (wie weitere ehemalige Rassenbiologen) Teilnehmer der von den ehemaligen SS-Hauptsturmführer Wilhelm Gieseler geleiteten 7. Tagung der Deutschen Gesellschaft für Anthropologie in Tübingen.
Verschuer starb 1969 an den Folgen eines Autounfalls.
Ein Sohn Verschuers war der Europabeamte Helmut von Verschuer.

## Wirken
Verschuer befasste sich mit biologischen Gesetzmäßigkeiten der Vererbung, insbesondere der Vererbung von Krankheiten und Anomalien des Menschen, vor allem in der Zwillings-, Familien- und Sippenforschung. Er zeigte ein besonderes Interesse an Sterilisierungen. Er schrieb (1937) „Es ist sicher kein Unglück, wenn auch einmal ein nichterblicher Schwachsinnsfall sterilisiert wird.“ Die Gefährlichkeit des Eingriffs bezeichnete er als außerordentlich gering; im Jahr 1941 nannte er eine Mortalität von 1,1 beim Mann und 4,1 pro Tausend bei der Frau.
Verschuer war „Wissenschaftliches Mitglied“ der Kaiser-Wilhelm-Gesellschaft und Institutsleiter des Kaiser-Wilhelm-Institut für Anthropologie, menschliche Erblehre und Eugenik in Berlin-Dahlem; die Max-Planck-Gesellschaft, die De-facto-Nachfolgerin der Kaiser-Wilhelm-Gesellschaft, hat ihre Vergangenheit seit 1997 auf öffentlichen internationalen Druck hin aufgearbeitet. Der damalige Präsident der Max-Planck-Gesellschaft, Hubert Markl, bat in einer Rede 2001 die Opfer von Verbrechen im Nationalsozialismus, die im Rahmen von Forschungen in der KWG begangen worden waren, um Vergebung.
Zeugin und Opfer der „Zwillingsforschungen“ war z. B. die Überlebende Eva Moses Kor, die in Indiana (USA) das CANDLES Holocaust Museum and Education Center in Terre Haute zum Gedenken an die in Auschwitz gequälten und ermordeten Zwillinge unterhielt.
Noch 1958 konnte Verschuer ungehindert rassenbiologische Ideen in einer „Untersuchung zum Vagantenproblem“ seines Fachkollegen Hermann Arnold verbreiten: „Sippenwandern“ und „Unstetigkeit“ halte den untersuchten Personenkreis „von geregelter Arbeit ab“, was eine „psychische Erbeigenschaft“ sei.
Seine letzten Veröffentlichungen waren im Jahr 1964 der Aufsatz Das ehemalige Kaiser-Wilhelm-Institut für Anthropologie, menschliche Erblehre und Eugenik. Bericht über die wissenschaftliche Forschung 1927–1945 sowie 1966 das Buch Eugenik. Kommende Generationen in der Sicht der Genetik im kirchlichen Luther-Verlag in Witten (Ruhr), zu dessen Programm sonst ausschließlich theologische Schriften gehörten.

## Mitgliedschaften und Ehrungen
- Mitglied der Nationalsozialistischen Volkswohlfahrt (NSV)
- Mitglied im Nationalsozialistischen Altherrenbund
- Mitglied im Opferring der NSDAP
- Mitglied im Nationalsozialistischen Deutschen Ärztebund[61]
- 1934: Mitglied der Deutschen Akademie der Naturforscher Leopoldina, Halle
- 1940: Mitglied der NSDAP
- 1940: Mitglied American Eugenics Society, New York
- 1943: Mitglied der Preußischen Akademie der Wissenschaften
- 1949: Mitglied der Akademie der Wissenschaften und der Literatur, Mainz
- 1949: Korrespondierendes Mitglied der American Society of Human Genetics
- 1953: Ehrenmitglied der italienischen Gesellschaft für Genetik, Rom
- 1953: Mitglied des wissenschaftlichen Beirats für Bevölkerungsstudien
- 1955: Ehrenmitglied der Anthropologischen Gesellschaft, Wien
- 1956: Ehrenmitglied der japanischen Gesellschaft für Humangenetik
- 1959: Korrespondierendes Mitglied der Österreichischen Akademie der Wissenschaften, Wien

## Veröffentlichungen (Auswahl)
Verschuer verfasste 290 Publikationen und war Herausgeber fachwissenschaftlicher Zeitschriften.
Auswahl:
- mit Karl Diehl: Zwillingstuberkulose, Zwillingsforschung und erbliche Tuberkulosedisposition. Jena 1933.
- Der Erbarzt Zeitschrift. DNB 010698817. Hrsg. im Auftrag von Deutscher Ärztevereinsbund und Verband der Ärzte Deutschlands Nr. 1, 1934 bis Nr. 12, 1944. Als Beilage zu Deutsches Ärzteblatt in den Ausg. 1/1934 – 6/1939
  - Sonderdruck aus Der Erbarzt. Johannes Seidl, Zur Erbbiologie und Klinik der tuberösen Sklerose. Thieme, Leipzig 1940.
- Aufgaben und Ziele des Instituts für Erbbiologie und Rassenhygiene zu Frankfurt a.M. In: Der Erbarzt. Nr. 7, 1935.
- Erbbiologische Erkenntnisse zur Begründung der deutschen Bevölkerungs- und Rassenpolitik. In: Eugen Gerstenmaier (Hrsg.): Kirche, Volk und Staat. Stimmen aus der Deutschen Evangelischen Kirche zur Oxforder Weltkirchenkonferenz. Furche-Verlag, Berlin 1937, S. 63–75.
- Infektionskrankheiten. In: Erwin Baur, Eugen Fischer, Fritz Lenz (Hrsg.): Erbpathologie. Band 1, 2. Hälfte. 5., völlig neubearbeitete und erweiterte Auflage. München/Berlin 1940, S. 331.
- Eine Kartei der Gemeinschaftsunfähigen. In: Der Erbarzt. Band 8, 1940, S. 235.
- Leitfaden der Rassenhygiene. Georg Thieme Verlag, Leipzig 1941.
- Professor Ludwig Schmidt-Kehl gefallen. In: Der Erbarzt. Band 9, 1941, S. 284.
- Der Erbarzt an der Jahreswende. In: Der Erbarzt. Nr. 10, 1942.
- Rassenbiologie der Juden. In: Forschungen zur Judenfrage. Band 3. 2. Auflage. Hanseatische Verlagsanstalt, Hamburg 1943, S. 139–154.
- Bevölkerungs- und Rassenfragen in Europa. In: Bozner Tagblatt, Ausgabe vom 28. November 1944, S. 5 (online).
- Eugen Fischer. Der Altmeister der Anthropologie, der Pionier der Humangenetik, der Begründer der Anthropobiologie. In: Hans Schwerte, Wilhelm Spengler (Hrsg.): Forscher und Wissenschaftler im heutigen Europa. Erforscher des Lebens: Mediziner, Biologen, Anthropologen (= Gestalter unserer Zeit. Band 4). Stalling, Oldenburg 1955, S. 317–324.
- Erbpathologie. Ein Lehrbuch für Ärzte und Medizinstudierende (= Medizinische Praxis. Band 18). 2., neubearbeitete Auflage. Theodor Steinkopff, Dresden 1937 (zuerst 1934). Darin Kapitel 1: Der Erbarzt im völkischen Staat.

## Filme, Filmbeiträge
- Gerolf Karwath: Hitlers Eliten nach 1945. Teil 1: Ärzte – Medizin ohne Gewissen. Regie: Holger Hillesheim. Südwestrundfunk (SWR, 2002).